# Sin miedo
Sin miedo är ett studioalbum av den spanska sångaren Soraya Arnelas. Det gavs ut den 14 oktober 2009 och innehåller 12 låtar. Albumet innehåller bland annat låten "La noche es para mí" som Arnelas representerade Spanien med i Eurovision Song Contest 2009. Med på låten "Caminaré" är den belgiska sångaren Kate Ryan. Låten "Love Is All Around" är en cover av en låt av den svenska sångaren Agnes Carlsson.

## Låtlista
| Nr  | Titel               | Längd |
| --- | ------------------- | ----- |
| 1.  | Sin miedo           | 3:55  |
| 2.  | Para ti             | 3:55  |
| 3.  | No siento           | 3:43  |
| 4.  | Duele               | 3:29  |
| 5.  | La noche es para mí | 2:59  |
| 6.  | Caminaré            | 3:29  |
| 7.  | Piel contra piel    | 4:05  |
| 8.  | Give me your love   | 3:40  |
| 9.  | Uno en un millón    | 3:16  |
| 10. | Ángel caído         | 4:22  |
| 11. | Rebound             | 3:39  |
| 12. | Love is all around  | 3:21  |

## Listplaceringar
| Lista   | Topplacering |
| ------- | ------------ |
| Spanien | 21           |